# Ton Hegge
Antonius Josephus Rudolphus (Ton) Hegge (Den Haag, 11 december 1920 – 's-Gravenhage, Waalsdorpervlakte, 29 februari 1944) was een Nederlands verzetsstrijder tijdens de Tweede Wereldoorlog.

## Biografie
Ton Hegge werd geboren in Den Haag, als zoon van Simon Petrus Hegge en Anna Clara Agnes Maria Schnabel. Hij was een verdienstelijk schaker.
Hegge was bevriend met Bob van Oorschot. Samen werden ze tijdens de Tweede Wereldoorlog lid van de verzetsgroep Oranje Vrijbuiters. Hegge pleegde als lid van de verzetsgroep diverse overvallen. Op 24 augustus 1943 vond een inval plaats bij het hoofdkantoor van de verzetsgroep aan de Nieuwegracht in Utrecht. Van Oorschot werd enkele dagen later, bij het binnengaan van het pand, gearresteerd. Hegge werd in november 1943 opgepakt, nadat hij door Joop de Heus in de val was gelokt. Hij werd overgebracht naar het Oranjehotel, waar hij op 24 november 1943 werd gevangengezet in cel 550.
Op 28 februari 1944 volgde een proces door het polizeistandgericht, waarbij 18 Oranje Vrijbuiters, onder wie Hegge en Van Oorschot, ter dood werden veroordeeld. De groep werd op 29 februari 1944 op de Waalsdorpervlakte gefusilleerd.
Na de oorlog vond een herbegrafenis plaats op Begraafplaats Tolsteeg in Utrecht. De achttien verzetsstrijders werden begraven in negen graven. Hegge deelt een graf met Van Oorschot. Op 10 mei 1947 werd aldaar een monument onthuld.

## Eerbetoon
- Zijn naam staat vermeld op de Erelijst van Gevallenen 1940-1945.[10]
- Zijn naam staat vermeld op het Monument voor de Oranje Vrijbuiters.[11]

- Zijn naam staat vermeld op het digitaal Monument Oranjehotel.[6]
- De Antonius Heggelaan in Leidschenveen, Den Haag, is naar hem vernoemd.